# حداکثر خطر (فیلم ۱۹۸۱)
حداکثر خطر (به انگلیسی: High Risk) یک فیلم سرقت ماجراجویانه آمریکایی-بریتانیایی-مکزیکی محصول سال ۱۹۸۱ به کارگردانی استوارت رافیل با بازی جیمز برولین، لیندسی واگنر، کلیون لیتل، جیمز کابرن، ارنست بورگناین و آنتونی کوئین است.

## داستان
چهار آمریکایی ساده لوح که نیاز به پول نقد آسان دارند، تصمیم می‌گیرند به کلمبیا پرواز کنند و به گاوصندوق یک قاچاقچی بدنام که با رژیم نظامی فاسد ارتباط دارد، حمله کنند.